# Nádasdy Borbála
Nádasdi és fogarasföldi gróf Nádasdy Borbála (Budapest, 1939. május 12. –) a történelmi Nádasdy család tagja, írónő, korábban balettmester, színésznő.

## Élete
Az ősrégi tekintélyes nádasdi és fogarasföldi gróf Nádasdy család sarjaként Nádasdy Borbála 1939-ben született. Édesapja, gróf Nádasdy Pál (1910–1974), édesanyja Augner Antonia Margit (1914–2006) polgári családból származó táncosnő. Apai nagyszülei gróf Nádasdy Tamás (1870–1915), Komárom vármegye főispánja és gróf Maria von Wenckheim (1883–1968) voltak. Ükapja, gróf Nádasdy Lipót (1802–1873), valóságos belső titkos tanácsos, Komárom vármegyei főispán, ükanyja, soborsini gróf Forray Júlia (1812–1863) volt. Borbálának egyetlen nővére, gróf Nádasdy Erzsébet 1937-ben született, majd 1957-ben Kanadába emigrált. Mivel édesapjuk másodszülött gyermek volt, nem jártak neki az elsőszülöttet megillető előjogok, de nagy vagyont szerzett. Borbála és Erzsébet Lepsényben töltötte fiatalkorát.
Édesapját a III. Huszárezred tisztjeként málenkij robotra vitték a második világháborúban. 
Borbála az 1956-os forradalom után, 1957 februárjában menekülni kényszerült Magyarországról.
Bécsben filmszínésznői pályába kezdett tizenhét évesen, számtalan filmben, televíziós szerepben, és színpadon játszott. 1958-ban főszerepet játszott a Meine schöne Mama című mozifilmben, a rákövetkező évben pedig Az utazás című, később Magyarországon is bemutatott filmben.
Elismert balettmesterré Párizsban vált, ahol évtizedekig élt. Jelenleg a francia fővárostól 40 kilométerre lakik. 1989-ig nem térhetett haza Magyarországra, a család birtokait, a lepsényi kúriát és az unokabátyját, gróf Nádasdy Ferencet illető nádasdladányi kastélyt elkobozta az állam, családtagjaikat is ki kellett hantolni sírjukból. A rendszerváltás óta gyakran jár haza Magyarországra, kulturális nagyköveti munkája mellett könyveit népszerűsítette Magyarország összes megyéjében.
Életét a jog- és birtokfosztás, a társadalmi megbélyegzés, a megaláztatás, az emigráció jellemezte, ami után képes volt újra felépíteni életét, és jelentős sikereket elérnie nemzettudatának, kitartásának és életszeretetének köszönhetően.

## Irodalmi munkássága
2008-ban jelent meg első kötete, a Zagolni zabad? című önéletírás a Méry-Ratio Kiadó gondozásában. A háromrészes életrajzi munka folytatása A szabadság zaga (2009) és a Maradni zabad! (2010) volt. Utolsó munkája, az Ízes élet című anekdotákkal színesített sajátos szakácskönyv 2012-ben jelent meg. Köteteivel 2009 óta jelen van az Ünnepi Könyvhéten. Műveit széles olvasóközönség szereti. Sajátos történelemóráival, könyvbemutatóival járja az országot.
2012-ben a Magyar Érdemrend lovagkeresztjének polgári tagozata kitüntetést kapta meg Kövér Lászlótól, az Országgyűlés elnökétől. Lepsény díszpolgára.
2013-ban jelent meg az Isten fizesse meg! című interjúkötet a Heti Válasz Kiadó gondozásában, amelyben Böjte Csaba, Hernádi Zsolt és Zwack Sándor mellett Borbála is interjút adott.

### Művei
- Zagolni zabad?; Méry Ratio, Somorja, 2008
- A szabadság zaga; Méry Ratio, Šamorín, 2009
- Maradni zabad!; Méry Ratio, Šamorín, 2010
- Ízes élet; Méry Ratio, Šamorín, 2012
- Úton-útfélen; Méry Ratio, Šamorín, 2014
- Asszonyszerelem, asszonysors, Gabriel Méry - RATIO, Somorja, 2017
- A képzelet szárnyain, Méry - RATIO, Somorja, 2022

## Magánélet
1959. április 30-án polgári ceremónia keretében férjhez ment az orosz Dmitrij Fedotov (Dimitri Fedotoff) színész-fotóművészhez. A templomi esküvőt július 2-án tartották Párizsban. Gyermekük, akire Nádasdy grófnő memoárköteteiben Gyuriként utal, 1959. december 9-én látta meg a napvilágot.
Második férjével, Jean Poyeton francia építésszel az 1960-as évek végén ismerkedett meg. Kapcsolatukból született Nádasdy második gyermeke, ifjabb Jean Poyeton 1972. március 19-én.
Nádasdy Borbála és férje a Párizstól 40 kilométerre található Dourdanban élt. Évente többször visszajárt Magyarországra. Idős korában egy présházat vett férjével a Balaton-felvidéken. Több unokája van.
Évek óta Veszprémben és a Balaton-felvidéken él, mert a franciaországi változások miatt jobban érzi magát Magyarországon, de férje közben elhunyt.

## Díjak
- A Magyar Érdemrend lovagkeresztje (2012)
- Lepsény díszpolgára (2012)